# Heather Martin
Heather Martin (ur. 13 maja 1986) – amerykańska zapaśniczka. Srebro na mistrzostwach panamerykańskich w 2004. Wicemistrzyni świata juniorów w 2005 roku.